# Mike Mentzer
Mike Mentzer (ur. 15 listopada 1951 w Ephracie, zm. 10 czerwca 2001 w Rolling Hills) − amerykański kulturysta, członek Międzynarodowej Federacji Kulturystyki i Fitnessu (IFBB), a także biznesmen, obiektywista i autor poradników treningowych, twórca metody treningowej nazywanej “Heavy Duty” (ang. ciężka robota), polegającej na pracy z dużym ciężarem przy krótszym czasowo treningu. Jego brat, Ray Mentzer, również był kulturystą, zawodnikiem IFBB (1979-82), zdobywcą tytułu Mr. USA.

## Życiorys

### Wczesne lata
Zaczął trenować kulturystykę, gdy miał 12 lat, a jego bohaterem kulturystyki był Bill Pearl. Jego ojciec kupił mu zestaw ciężarków oraz instrukcję obsługi. Książeczka zasugerowała, że ćwiczyć można nie więcej niż trzy dni w tygodniu, więc Mike dostosowywał się do instrukcji. W wieku 15 lat jego masa ciała osiągnęła 165 funtów (75 kg). Po ukończeniu Ephrata High School, służył cztery lata w United States Air Force. To właśnie w tym czasie zaczął ćwiczyć ponad trzy godziny dziennie, sześć dni w tygodniu.
W 1975 rozpoczął naukę w University of Maryland, College Park. Po trzech latach opuścił uniwersytet. Powiedział, że jego głównym celem w tym okresie było zostać psychiatrą.

### Kariera
W 1969 roku, kiedy miał osiemnaście lat brał udział w konkursach kulturystycznych. W 1971 roku poniósł najgorszą klęskę, zdobywając 10. miejsce na AAU Mr. America, który wygrał Casey Viator i właśnie on dał Mentzerowi informacje kontaktowe jego trenera Arthura Jonesa. Po kilku latach wrócił do konkurencji, w 1975 w zawodach Mr. America był trzeci za Robbym Robinsonem i Rogerem Callardem. W następnym roku 1976 zdobył tytuł Mr. America. W 1977 zwyciężył mistrzostwa Ameryki Północnej w Vancouver, w prowincji Kolumbia Brytyjska, a tydzień później startował w zawodach Mr. Universe 1977 w Nîmes we Francji i zajął drugie miejsce za Kalem Szkalakiem.
W 1978 wygrał konkurs Mister Universe w Acapulco w Meksyku i po tej wygranej stał się profesjonalnym kulturystą. Pod koniec 1979 roku, Mentzer wygrał w kategorii wagi ciężkiej Mr. Olympia, a w ogólnej tytuł po raz trzeci został przyznany Frankowi Zane. W 1980 roku w Mr. Olympia zajął piąte miejsce za Arnoldem Schwarzeneggerem (1), Chrisem Dickersonem (2), Frankiem Zane’em (3) i Boyerem Coe (4).
W wieku 29 lat odszedł od kulturystyki. Twierdził do końca swojego życia, że konkurs z 1980 roku został sfałszowany. W 2002 został włączony do IFBB Hali Sław (Hall of Fame).
Był ateistą. Zmarł 10 czerwca 2001 w Rolling Hills w wieku 49. lat. Został znaleziony martwy w swoim mieszkaniu, z powodu komplikacji serca, przez młodszego brata i towarzysza, kulturystę Raya Mentzera, który dwa dni później zmarł we śnie po powikłaniach związanych z chorobą Bergera.

## Wymiary
- wzrost: 173 cm[14]
- waga: 103 kg[14]
- obwód ramienia: 47 cm[15]

## Osiągnięcia kulturystyczne
- 1971:
  - Mr. America – federacja AAU – X m-ce
  - Teen Mr America – fed. AAU – II m-ce
- 1975:
  - Mr. America – fed. IFBB, kategoria średnia – III m-ce
  - Mr. USA – fed. ABBA, kat. średnia – II m-ce
- 1976:
  - Mr. America – fed. IFBB – całkowity zwycięzca
  - Mr. America – fed. IFBB, kat. średnia – I m-ce
  - Mr. Universe – fed. IFBB, kat. średnia – II m-ce
- 1977:
  - North American Championships – fed. IFBB – całkowity zwycięzca
  - North American Championships – fed. IFBB, kat. średnia – I m-ce
  - Mr. Universe – fed. IFBB, kat. ciężka – II m-ce
- 1978:
  - USA vs the World – fed. IFBB, kat. ciężka – I m-ce
  - World Amateur Championships – fed. IFBB, kat. ciężka – I m-ce
- 1979:
  - Canada Pro Cup – fed. IFBB – II m-ce
  - Florida Pro Invitational – fed. IFBB – I m-ce
  - Night of Champions – fed. IFBB – III m-ce
  - Mr. Olympia – fed. IFBB, kat. ciężka – całkowity zwycięzca
  - Pittsburgh Pro Invitational – fed. IFBB – II m-ce
  - Southern Pro Cup – fed. IFBB – I m-ce
- 1980:
  - Mr. Olympia – fed. IFBB – V m-ce

## Filmografia
- 1980: Totalna odbudowa (Schwarzenegger – Total Rebuild) w roli samego siebie
- 1980: The Mike Douglas Show jako kulturysta/autor
- 1980: The Comeback w roli samego siebie
- 2008: Mike Mentzer's HIT Exercise Video w roli samego siebie
- 2008: Mike Mentzer's Underground Seminar Bodybuilding w roli samego siebie